# Asplenium schweinfurthii
Asplenium schweinfurthii är en svartbräkenväxtart som beskrevs av Bak. Asplenium schweinfurthii ingår i släktet Asplenium och familjen Aspleniaceae. Inga underarter finns listade.